# Ранок у сосновому лісі
«Ранок в сосновому лісі» (рос. Утро в сосновом лесу) — картина російських художників Івана Шишкіна та Костянтина Савицького. Савицький на ній зобразив ведмедів, проте колекціонер Павло Третьяков стер його підпис, таким чином авторство картини часто приписується одному Шишкіну.
Картина має популярність завдяки композиційному включенню в пейзажне полотно елементів анімалістичної сюжетності. Вона детально передає стан природи, який побачив художник на острові Городомля. На картині зображене сонячне світло, що пробивається крізь колони високих лісових дерев. Відчувається глибина байраків, міць вікових дерев, сонячне світло ніби несміливо заглядає в цей дрімучий ліс. Відчувають наближення ранку грайливі ведмежата.
Вічнозелені дерева підкреслюють відчуття величі та вічності світу природи. Часто зустрічається в картинах художника і композиційний прийом, коли верхівки дерев зрізаються краєм полотна, і величезні могутні дерева ніби не вміщаються навіть в досить велике полотно. Виникає своєрідний пейзажний інтер'єр. У глядача виникає враження, що він опинився серед непрохідних хащів…

## Популярність
Картина «Ранок в сосновому лісі» є одним із найбільш популярних творів передвижників на пострадянському просторі. Багато в чому це пов'язано з картинкою на обгортках цукерок «Ведмедик клишоногий» (рос. «Мишка косолапый»), яка в загальних рисах повторює твір І. Шишкіна та К. Савицького. Картина художників була представлена на колекційних картках «Наши художники и ихъ картины», що вкладалися в коробки цукерок, які випускала московська фабрика з виробництва шоколадних цукерок та чайного печива, заснована Теодором Фердинандом фон Ейнемом.
Згодом, ще до 1917 року, картина відтворювалася на обгортках цукерок. Авторство дизайну етикетки належало художнику М. Андреєву.
Після 1917-го малюнки і шрифти для етикеток та упаковок запозичувалися зі старих, «дореволюційних» зразків, тому цукерка «Мишка косолапый» в етикетці за малюнком М. Андреєва та за первісним рецептом вироблялася з 1925 року вже на фабриці «Красный октябрь» після націоналізації фабрики Ейнема,.